# Opava (zámek)
Zámek Opava stával ve městě Opava (čtvrť Město, okres Opava) v severovýchodním nároží opevnění, nedaleko současného Slezského zemského muzea.

## Historie
Kolem roku 1400 založil v Opavě kníže Přemysl I. hrad. Ten ovšem už krátce po roce 1456 ztratil sídelní funkci a byl obýván pouze úředníky. V letech 1607-1634 prošel přestavbou na renesanční zámek. Během přestavby došlo k zesílení opevnění a bylo zbořeno předzámčí. Zámek měl podobu čtyřkřídlé patrové stavby s nízkou atikou, přístup vedl ze západu a severní křídlo mělo dva trakty. K dalšímu zesílení opevnění došlo v roce 1683. V letech 1712-1713 vypracoval architekt Johann Lucas von Hildebrandt pro knížete Antonína Floriána z Lichtenštejna návrh barokní přestavby, která se ovšem neuskutečnila. Došlo pouze k drobným úpravám v roce 1725. Ve 2. polovině 18. století proběhlo snesení atiky a v 1. polovině 19. století došlo na místě opevnění k vytvořené květinové a okrasné zahrady. Po roce 1850 zde sídlili úředníci. V roce 1890 došlo státem a městem k vykoupení zámku od Lichtenštejnů. Roku 1892 pak došlo k jeho zboření. Ze zámeckého areálu se do dnešních dnů zachoval pouze Müllerův dům z roku 1723, který sloužil jako dům správce a nachází se na západ od muzea. V roce 2016 našli archeologové při rekonstrukci Müllerova domu části zdi původního opavské hradu, který zámku předcházel..